# Riksväg 90
Riksväg 90 är en riksväg i Västernorrlands län och Västerbottens län i Sverige. Vägen går mellan Härnösand och Vilhelmina, via Veda, Lunde, Kramfors, Bollstabruk, Sollefteå, Resele, Näsåker, Junsele, Åsele och Meselefors.
Från Härnösand till Trafikplats Mörtsal är vägen gemensam med E4. Vägen följer Ådalen upp till dess ände i Junsele, och fortsätter längs Ångermanälven ända till slutmålet Vilhelmina. Från Härnösand till Sollefteå går vägen väster om Ångermanälven, från Sollefteå till Junsele på den östra sidan. Från Junsele går vägen återigen på väster sida till Gulsele där den återigen hamnar på öster sida om Ångermanälven. Från Brattsele till Hälla går vägen till stora delar över dammen som hör till Hällby kraftverk. Mellan Hälla och Åsele är vägen gemensam med länsväg 348, och från Meselefors till Vilhelmina är vägen gemensam med E45.

## Standard
Vägen är mestadels miljöstakad tvåfältslandsväg med 7–9 meters bredd.

## Historik
Delen Härnösand–Lunde blev 1951 skyltad som rikshuvudväg 13, medan delen Lunde–Hälla var länshuvudväg 332, och delen Hälla–Vilhelmina var länshuvudväg 351. Vid vägnummeromläggningen 1962 blev sträckan Härnösand–Åsele riksväg 90, och delen Åsele–Vilhelmina (via Långtjärn, inte Meselefors) behöll sitt nummer och blev länsväg 351. Riksväg 90 fortsatte då Åsele-Lycksele-Glommersträsk-Boden (Militärvägen Sollefteå-Boden). Omkring 1970 förkortades riksväg 90 så att den slutade i Glommersträsk. Sedan 1985 har riksväg 90 sin nuvarande sträckning. Anslutningen till E4 flyttades dock några km söderut när nya E4 över Högakustenbron öppnades 1997.
Vägen mellan Veda och Sollefteå går i samma vägsträckning som på 1940-talet, utom sträckan från Hållsätter till Hällsjö som öppnades för trafik 2011 och går några hundra meter väster om vägens gamla sträckning genom Kyrkdal. Det finns dock en parallell gammal väg Veda-Lunde, och sannolikt byggdes ny väg där i samband med Sandöbron på tidigt 1940-tal. Vägen Sollefteå-Näsåker är till större delen troligen nybyggd på 1950-talet. Vägen Näsåker-strax norr om Åsele följer samma väg som på 1910-talet, dock med vissa avvikelser. Genom Gårelehöjden är vägen dragen på ett annat sätt, detta skedde i slutet på 60-talet, eller början av 70-talet. Söder om Kvarnå är vägen också delvis omdragen. Norr om Junsele byggdes vägen om cirka 1979 och den nya vägen följde inte heller här helt den gamla. Sista tre milen till Meselefors är dock nyare väg från 1980-talet eftersom ett kraftverksbygge dränkt den äldre mindre vägen på sträckan. Ny väg (70-talet) av samma skäl på ett ställe söder om Åsele.
Delen Sollefteå–Åsele är en del av militärvägen, en väg som byggdes på 1890-talet när bilar började finnas för att skapa en militär inlandsförbindelse till Boden. Vägen Sollefteå–Åsele fanns dock redan och förbättrades endast för Militärvägens skull.

## Trafikplatser och korsningar
|  | Nr  | Namn                   | Skyltning                       |
|  | --- | ---------------------- | ------------------------------- |
|  | 245 | Trafikplats Mörtsal    | Sundsvall, Haparanda            |
|  |     | Lunde                  | Örnsköldsvik                    |
|  |     | Kramfors               | Latberget                       |
|  |     |                        | Väja                            |
|  |     | Bollstabruk            | Nyland                          |
|  |     | Trafikplats Hågesta    | Hågesta, Sollefteå C            |
|  |     | Trafikplats Västanbäck | Västanbäck, Hullsta S           |
|  |     | Sollefteå              | Östersund (Rv 90 svänger)       |
|  |     | Sollefteå              | Centrum (Rv 90 svänger)         |
|  |     | Ångermannabron         | Över Ångermanälven, 469 m       |
|  |     | Rastplats Sollefteå    |                                 |
|  |     | Sollefteå              | Örnsköldsvik (Rv 90 svänger)    |
|  |     | Bron i Junsele         | Över Ångermanälven, cirka 180 m |
|  |     | Junsele                | Hoting (Rv 90 svänger)          |
|  |     | Junsele                | Bredbyn (Rv 90 svänger)         |
|  |     | Hälla                  | Örnsköldsvik                    |
|  |     | Åsele                  | Dorotea, Umeå; Lycksele         |
|  |     | Rastplats Kullerbacka  |                                 |
|  |     | Meselefors             | Östersund, Arvidsjaur           |